# Wesley Mann
Wesley Mann (* 6. September 1963 in Vallejo, Kalifornien) ist ein US-amerikanischer Schauspieler.
Seine Schauspielkarriere begann in den frühen 1980er Jahren mit Gastrollen in den wichtigsten Sitcoms The Golden Girls und Night Court sowie Auftritten in Wer ist Harry Crumb?.

## Filmographie (Auswahl)

### Film
| Jahr | Titel                                                                         |
| ---- | ----------------------------------------------------------------------------- |
| 1988 | Meine Stiefmutter ist ein Alien (My Stepmother is an Alien)                   |
| 1989 | Wer ist Harry Crumb? (Who's Harry Crumb)                                      |
| 1989 | Chattahoochee                                                                 |
| 1989 | Zurück in die Zukunft II (Back to the Future Part II)                         |
| 1991 | L.A. Story                                                                    |
| 1992 | Dragon Slayer                                                                 |
| 1994 | Shadow und der Fluch des Khan (The Shadow)                                    |
| 1995 | Angus – voll cool (Angus)                                                     |
| 1997 | Academy Boyz                                                                  |
| 1997 | Critics and Other Freaks                                                      |
| 1999 | Every Dog Has Its Day                                                         |
| 1999 | Weil ich ein Mädchen bin (But I'm a Cheerleader)                              |
| 2000 | Die Abenteuer von Rocky & Bullwinkle (The Adventures of Rocky and Bullwinkle) |
| 2001 | Race to Space – Mission ins Unbekannte (Race to Space)                        |
| 2002 | Slackers                                                                      |
| 2003 | Grand Theft Parsons                                                           |
| 2011 | Soul Surfer                                                                   |
| 2011 | Tick Tock Boom Clap                                                           |

### Fernsehen
| Jahr      | Titel                                                                                    |
| --------- | ---------------------------------------------------------------------------------------- |
| 1988      | Golden Girls (The Golden Girls)                                                          |
| 1989      | Harrys wundersames Strafgericht (Night Court)                                            |
| 1989      | Living Dolls                                                                             |
| 1990      | Amen                                                                                     |
| 1990–1991 | Parker Lewis – Der Coole von der Schule (Parker Lewis Can't Lose)                        |
| 1991      | Wunderbare Jahre (The Wonder Years)                                                      |
| 1992–1994 | Adventures in Wonderland                                                                 |
| 1993      | Grace (Grace Under Fire)                                                                 |
| 1994      | Murphy Brown (Murphy Brown)                                                              |
| 1994      | Geschichten aus der Gruft (Tales from the Crypt)                                         |
| 1995      | Full House (US-amerikanische Fernsehserie, 1987–1995) (Full House)                       |
| 1995      | Sisters                                                                                  |
| 1996      | Superman – Die Abenteuer von Lois & Clark (Lois & Clark: The New Adventures of Superman) |
| 1996      | The Parent 'Hood                                                                         |
| 1997      | Hör mal, wer da hämmert (Home Improvement)                                               |
| 1997      | Alle unter einem Dach (Family Matters)                                                   |
| 1998      | Rude Awakening                                                                           |
| 1999      | Sechs unter einem Dach (Get Real)                                                        |
| 1999      | Popular                                                                                  |
| 1999      | Hefner: Unauthorized                                                                     |
| 2001      | Eben ein Stevens (Even Stevens)                                                          |
| 2003–2004 | Raven blickt durch (That's So Raven)                                                     |
| 2005      | Drake & Josh                                                                             |
| 2005      | Veronica Mars                                                                            |
| 2006      | Raven blickt durch (That's So Raven)                                                     |
| 2012      | Pair of Kings – Die Königsbrüder (Pair of Kings)                                         |
| 2013      | Project Reality                                                                          |
| 2016      | 2 Broke Girls                                                                            |
| 2016      | Liv und Maddie (Liv and Maddie)                                                          |
| 2017      | Lady Dynamite                                                                            |
| 2018      | Lucifer                                                                                  |
| 2020      | DefunctTV                                                                                |
| 2025      | Ihr seid herzlich eingeladen (You’re Cordially Invited)                                  |

### Video Games
| Jahr | Titel                                                                                |
| ---- | ------------------------------------------------------------------------------------ |
| 1996 | The Beast Within: A Gabriel Knight Mystery                                           |
| 2001 | Command & Conquer: Alarmstufe Rot 2: Yuris Rache (Command & Conquer: Yuri's Revenge) |